# Collegio uninominale Trentino-Alto Adige - 01 (Camera dei deputati 2017)
Il collegio elettorale uninominale Trentino-Alto Adige - 01 è stato un collegio elettorale uninominale della Repubblica Italiana per l'elezione della Camera tra il 2017 ed il 2022.

## Territorio
Come previsto dalla legge elettorale italiana del 2017, il collegio era stato definito tramite decreto legislativo all'interno della circoscrizione Trentino-Alto Adige/Südtirol.
Era formato dal territorio di 18 comuni: Aldino, Anterivo, Appiano sulla Strada del Vino, Bolzano, Bronzolo, Caldaro sulla Strada del Vino, Cornedo all'Isarco, Cortaccia sulla Strada del Vino, Cortina sulla Strada del Vino, Egna, Laives, Magrè sulla Strada del Vino, Montagna sulla Strada del Vino, Ora, Salorno, Termeno sulla Strada del Vino, Trodena nel parco naturale, Vadena.
Il collegio era quindi interamente compreso nella provincia autonoma di Bolzano.
Il collegio era parte del collegio plurinominale Trentino-Alto Adige - 01.

## Eletti
| Elezione | Elezione | Deputato           | Partito             |
| -------- | -------- | ------------------ | ------------------- |
|          | 2018     | Maria Elena Boschi | Partito Democratico |
|          | 2019     | Maria Elena Boschi | Italia Viva         |

## Dati elettorali

### XVIII legislatura
Come previsto dalla legge elettorale, 232 deputati erano eletti con sistema a maggioranza relativa in altrettanti collegi uninominali a turno unico.
| Candidati              | Candidati                    | Voti    | %     | Liste                    | Voti   | %     |
| ---------------------- | ---------------------------- | ------- | ----- | ------------------------ | ------ | ----- |
|                        | Maria Elena Boschi ✔️ Eletto | 37 793  | 41,23 | SVP-PATT                 | 22 731 | 24,80 |
| Partito Democratico    | Maria Elena Boschi ✔️ Eletto | 37 793  | 41,23 | 11 853                   | 12,93  |       |
| +Europa                | Maria Elena Boschi ✔️ Eletto | 37 793  | 41,23 | 2 270                    | 2,48   |       |
| Italia Europa Insieme  | Maria Elena Boschi ✔️ Eletto | 37 793  | 41,23 | 684                      | 0,75   |       |
| Civica Popolare        | Maria Elena Boschi ✔️ Eletto | 37 793  | 41,23 | 255                      | 0,28   |       |
|                        | Michaela Biancofiore         | 22 914  | 25,00 | Lega                     | 12 952 | 14,13 |
| Forza Italia           | Michaela Biancofiore         | 22 914  | 25,00 | 6 882                    | 7,51   |       |
| Fratelli d'Italia      | Michaela Biancofiore         | 22 914  | 25,00 | 2 770                    | 3,02   |       |
| Noi con l'Italia - UDC | Michaela Biancofiore         | 22 914  | 25,00 | 310                      | 0,34   |       |
|                        | Filomena Nuzzo               | 18 837  | 20,55 | Movimento 5 Stelle       | 18 837 | 20,55 |
|                        | Norbert Lantschner           | 5 764   | 6,29  | Liberi e Uguali          | 5 764  | 6,29  |
|                        | Andrea Bonazza               | 3 940   | 4,30  | CasaPound                | 3 940  | 4,30  |
|                        | Michele Giancola             | 1 071   | 1,17  | Potere al Popolo!        | 1 071  | 1,17  |
|                        | Romana Cordova               | 839     | 0,92  | Il Popolo della Famiglia | 839    | 0,92  |
|                        | Hansjorg Kofler              | 503     | 0,55  | Partito Valore Umano     | 503    | 0,55  |
| Totale                 | Totale                       | 91 661  | 100   |                          | 91 661 | 100   |
|                        |                              |         |       |                          |        |       |
| Voti non validi        | Voti non validi              | 5 785   | 5,94  |                          |        |       |
| Votanti                | Votanti                      | 97 446  | 74,43 |                          |        |       |
| Elettori               | Elettori                     | 130 916 |       |                          |        |       |